# Rudiae
Rudiae (in greco antico Ροδίαι, in italiano Rugge, in salentino Rusce [ˈruʃe]) è un'antica città messapica, posta nell'area di influenza della colonia spartana di Taranto. Il centro è noto soprattutto per aver dato i natali allo scrittore latino Quinto Ennio e al patrono di Lecce Sant'Oronzo. Viene generalmente identificata con i resti archeologici situati nel comune di Lecce, lungo la strada per San Pietro in Lama.

## Fonti antiche
- Strabone[1] ne riferisce la posizione sulla via di terra tra i porti di Hydrus (Hydruntum, o Otranto) e Brentesium (Brundusium o Brindisi).
- Plinio il Vecchio[2], la elenca prima di Gnatia nella descrizione del territorio dei Pediculi (ager Pediculorum), confinante con Brindisi.
- Pomponio Mela[3], enumerando le città pugliesi, la cita, dopo Bari e Egnazia (Gnatia) e prima di Brindisi, come "nobile" per avuto Ennio come cittadino.
- Tolomeo cita Rudiae tra le città dei salentini dell'interno[4].
- Ovidio in un verso della Ars Amatoria cita Ennio come "nato sui monti calabri"[5].
- Silio Italico[6], parlando di Ennio lo dice discendente del re Messapo ("antiqua Messapi ab origine regis") e nato nell'antica Rudiae, ai suoi tempi memorabile solo per il nome del suo celebre figlio ("hispida tellus miserunt Calabri: Rudiae genuere uetustae, nunc Rudiae solo memorabile nomen alumno").

## Resti archeologici
Rudiae è identificata con i resti archeologici rinvenuti nella prima periferia di Lecce, a circa 3 chilometri dal centro abitato, in direzione sud-ovest. Una menzione di Rudiae come collocata presso Lupiae, l'antica Lecce si ha in un resoconto di epoca normanna. Successivamente, nel XVI secolo, l'umanista Antonio De Ferrariis detto il Galateo avanzò per primo l'ipotesi di identificare la patria di Ennio con la località di Rusce, ipotesi poi accettata dallo storico ed epigrafista Theodor Mommsen.
Secondo un'ipotesi oggi superata dall'evoluzione degli studi archeologici e storiografici, il sito di Rusce era stato primariamente considerato un sobborgo dell'antica Lupiae, a sua volta caratterizzata da insediamenti umani sparsi "a macchia di leopardo" sul territorio.
Nel sito sono visibili le tracce di un anfiteatro, una necropoli e due cinte murarie in blocchi di pietra calcarenitica (tufo). A giudicare dall'estensione della cinta muraria si conta che l'intera area vanti un'estensione di circa 100 ettari, il doppio delle dimensioni che raggiunse la vicina Lupiae nel periodo romano.
I materiali rinvenuti ne attestano la frequentazione già a partire dal IX-VIII secolo a.C. e la nascita di un insediamento di una certa importanza tra la fine del VI e il III secolo a.C. Successivamente la città perse di importanza e già nel I secolo d.C. - secondo la testimonianza di Silio Italico - era ridotta a un modesto villaggio, in coincidenza del progressivo affermarsi di Lupiae, che proprio in quel periodo (tra I e II secolo) si dotava di un anfiteatro e di un teatro.

## Altre ipotesi di collocazione geografica
Nonostante oggi sia quasi unanimemente accettata l'identificazione della patria di Ennio con i resti della città sita vicino a Lecce, sono state proposte anche altre ipotesi.
Secondo alcune fonti antiche Rudiae era collocata sui "monti calabri" (Ovidio), ossia sulle Murge, e a nord di Brindisi (Pomponio Mela e Plinio il Vecchio). A ciò si aggiungeva la testimonianza di Aulo Gellio, secondo cui Ennio si definiva di cultura latina, greca e osca (non citando quindi la cultura messapica).
Ennio stesso tuttavia in un passo citato dal grammatico Servio, si vanta di discendere dal re Messapus (Messapo), eponimo della Messapia e dei Messapi.
Si riportano di seguito le ipotesi di collocazione della città alternative a quella predominante:

### Tra Brindisi e Taranto
- Nel 1590 in una carta geografica del Salento opera del cartografo fiammingo Gerard Kremer (e firmata per Gerardum Mercatorem)[13] l'antica Rudiae era indicata tra Villa Castelli e Grottaglie.
- Uno studio pubblicato nel 1819 collocava Rudiae nell'ambito dell'antica diocesi di Uria (attuale Oria in provincia di Brindisi) e sulle propaggini delle Murge, identificate con i "monti calabri" citati da Ovidio[14].
- A fine Ottocento il latinista Enrico Cocchia ipotizzava l'esistenza di due città chiamate Rudiae, l'una nelle vicinanze di Lecce, l'altra nel retroterra di Taranto (circa a metà strada tra Taranto e Oria) ove pure sarebbe attestato un toponimo Rusce associato a certe antiche rovine; quest'ultima località costituirebbe la vera patria di Ennio[15].
- Negli anni trenta del Novecento, Francesco Ribezzo ipotizzava Rudiae collocata nel territorio del comune di Francavilla Fontana[16], mentre Ciro Cafforio nello stesso periodo, ne proponeva la collocazione a poca distanza, al confine tra la provincia di Taranto e la provincia di Brindisi (località di Pezza Petrosa nel comune Villa Castelli[17]), e il soprintendente agli scavi archeologici in Puglia, Ciro Drago, la poneva nell'area tra Villa Castelli, Grottaglie e Francavilla Fontana[18]. L'area delle ricerche archeologiche si estende dalla Masseria dell'Aglio fino a poche centinaia di metri dalla città di Oria. Già dal XVII secolo, infatti, si afferma che nella zona in questione furono scoperte statue, vasi e sepolture e che, in particolare, fu scoperta una lapide marmorea recante la scritta "RUDIAE MINERVAE DICAT...", regalata successivamente al vescovo di Oria Alessandro Maria Kalefati ed ancora conservata presso alcuni suoi discendenti.[19] Ad avvalorare la tesi dell'esistenza di una Rudiae nel territorio francavillese, inoltre, vi sono i toponimi di due contrade esistenti già nel seicento: Rodia grande e Rodia piccola.[20]
- Secondo uno studio degli anni quaranta, il toponimo Rudiae sarebbe derivato dalla parola greco-dorica Phrouron, con il significato di "avamposto militare", e durante il periodo di colonizzazione greca del Salento sarebbero state fondati diversi insediamenti con questo nome, che avrebbero avuto come capitale Taranto; secondo tale ipotesi potrebbero essere esistite più città chiamate Rudiae[21].
- Negli anni sessanta Rudiae fu ancora identificata con Ceglie Messapica[22], che di solito è considerata piuttosto essere la città di Caelium, e negli anni settanta presso Grottaglie[23].
- Nel nuovo millennio è stata riproposta l'identificazione con Pezza Petrosa a Villa Castelli[24]

### Tra Brindisi e Bari
- Altre ricerche del XIX secolo sono concordi nel situare la città sulla costa pugliese adriatica: nel 1851 il numismatico Vincenzo Andriani la ipotizzava nel territorio di Carovigno[25], mentre nel 1884 fu proposta una collocazione a pochi metri dalla cinta muraria medievale della città di Ostuni[26].
- Si è anche ipotizzata la collocazione di Rudiae presso un altro sito archeologico nel territorio di Cisternino in Valle d'Itria[27], che viene di solito considerata coincidere con l'antica città romana di Sturnium.